# Référendum constitutionnel comorien de 1978
Le référendum présidentiel comorien de 1978 a lieu le 1er octobre 1978 à la suite du coup d'État ayant destitué le Président Ali Soilih. 
Il soumet au peuple comorien une nouvelle Constitution créant une République fédérale islamique et présidentielle, donnant à chaque île sa propre législature et politique fiscale tout en réservant un pouvoir exécutif fort au Président. L'islam est rétabli come religion d'État, tout en reconnaissant les droits des non croyants. 
Cette nouvelle Constitution est approuvée par 99,31 % des votants. 

## Résultats
| Choix                     | Votes   | %     |
| ------------------------- | ------- | ----- |
| Pour                      |         | 99,31 |
| Contre                    |         | 0,69  |
|                           |         |       |
| Votes valides             |         |       |
| Votes blancs et invalides |         |       |
| Total                     |         | 100   |
| Abstention                |         |       |
| Inscrits/Participation    | 187 124 |       |